# Mònica Comas Molist
Mònica Comas Molist (Manlleu, Osona, 13 d'abril de 1986) és una fisioterapeuta, atleta i corredora de muntanya i de llarga distància catalana.
És una corredora de muntanya que ha aconseguit grans èxits esportius en els darrers anys. El 2018 va guanyar la prova esportiva "Pels Camins dels Matxos", una cursa de 63 quilòmetres, amb un temps de 7 hores, 31 minuts i 33 segons, dotze minuts més ràpida que l'edició de l'any passat, en què també es va emportar el títol i un rècord històric, i a una hora menys que la segona classificada. Després de guanyar la cursa Pels Camins dels Matxos, Mònica Comas va finalitzar en segona posició, amb un temps de 8 hores, 46 minuts i 57 segons, a només sis minuts de la primera classificada, a la prova de la Transvulcania, de 74 quilòmetres, d'aquest mateix any, que es va disputar a l'illa de La Palma, a les Canàries.
Com a corredora de l'equip esportiu Buff, i vinculada als Apòstols de Bacus de Manlleu, establerta a la Seu d'Urgell, el maig del 2019 va guanyar en categoria femenina l'Ultra Pirineu 2020, una cursa de 94 quilòmetres i 6.200 metres de desnivell positiu, amb recorregut pel Parc Natural del Cadí-Moixeró, amb un temps de 12 hores, 31 minuts i 10 segons. Es tracta de la cursa de més llarga distància que ha corregut Comas.
Com a membre del Centre Excursionista Torelló, forma part de l'equip de la Selecció catalana de curses de muntanya, amb el seleccionador Pere Rullan i el tècnic Fernando Rosa al capdavant.